# Медоус (тауншип, Миннесота)
Ме́доус (англ. Meadows) — тауншип в округе Уилкин, Миннесота, США. На 2000 год его население составило 65 человек.

## География
По данным Бюро переписи населения США площадь тауншипа составляет 93,8 км², из которых 93,8 км² занимает суша, водоёмов нет.

## Демография
По данным переписи населения 2000 года здесь находились 65 человек, 23 домохозяйства и 20 семей. Плотность населения — 0,7 чел./км². На территории тауншипа расположено 23 постройки со средней плотностью 0,2 построек на один квадратный километр. Расовый состав населения: 100,00 % белых.
Из 23 домохозяйств в 43,5 % воспитывались дети до 18 лет, в 73,9 % проживали супружеские пары, в 4,3 % проживали незамужние женщины и в 13,0 % домохозяйств проживали несемейные люди. 13,0 % домохозяйств состояли из одного человека, при том 8,7 % из — одиноких пожилых людей старше 65 лет. Средний размер домохозяйства — 2,83, а семьи — 3,10 человека.
29,2 % населения — младше 18 лет, 7,7 % — в возрасте от 18 до 24 лет, 27,7 % — от 25 до 44, 24,6 % — от 45 до 64, и 10,8 % — старше 65 лет. Средний возраст — 41 год. На каждые 100 женщин приходилось 124,1 мужчин. На каждые 100 женщин старше 18 приходилось 142,1 мужчин.
Средний годовой доход домохозяйства составлял 39 583 доллараов, а средний годовой доход семьи — 39 583 доллара. Средний доход мужчин — 40 625 долларов, в то время как у женщин — 20 833. Доход на душу населения составил 20 797 долларов. За чертой бедности не находились ни одна семья и ни один человек.